# Limaria angustata
Limaria angustata is een tweekleppigensoort uit de familie van de Limidae. De wetenschappelijke naam van de soort werd in 1872 voor het eerst geldig gepubliceerd door George Brettingham Sowerby II.